# Lerkendal Station
Lerkendal Station (Lerkendal stasjon eller Lerkendal holdeplass) er en jernbanestation på Stavne–Leangenbanen, der ligger ved Lerkendal i Trondheim. Den fungerer som endestation for regionaltog fra Steinkjer på Nordlandsbanen. Stationen består af et spor og en perron med et læskur. Forskningskoncernen SINTEF og Norges teknisk-naturvitenskapelige universitet ligger umiddelbart nord for stationen, mens fodboldklubben Rosenborg BK's hjemmebane Lerkendal Stadion ligger syd for.
Stationen blev oprettet som trinbræt 1. december 1988. Før da havde der kun været godstrafik på strækningen, der åbnede i 1957.

## Eksterne lenker
- Wikimedia Commons har flere filer relateret til Lerkendal Station
- Bane Nors informationsside om Lerkendal Station
- Lerkendal Station i Norsk Jernbaneklubbs stationsdatabase
- Norsk Jernbaneklubbs stationsdatabase: Stavne-Leangenbanen

63°24′49″N 10°24′26″Ø / 63.413656°N 10.407314°Ø